# 多汞阳离子

[Hg4](AsF6)2中含有的[Hg_{4}]^{2+}离子的结构，长度单位为皮米

多汞阳离子或多聚汞阳离子是仅含汞原子的原子团，最常见的多汞阳离子是Hg2+
2，在亚汞化合物中存在。亚汞化合物中的Hg-Hg键通过1927年的X射线分析和1934年的拉曼光谱发现，并成为了得到表征的共价金属-金属键的最早的例子之一。
其它多汞阳离子还有线性的Hg2+
3和Hg2+
4离子，三角形的Hg4+
3离子以及一系列的链状或层状多聚阳离子。

## 亚汞化合物
最著名的多汞阳离子Hg2+

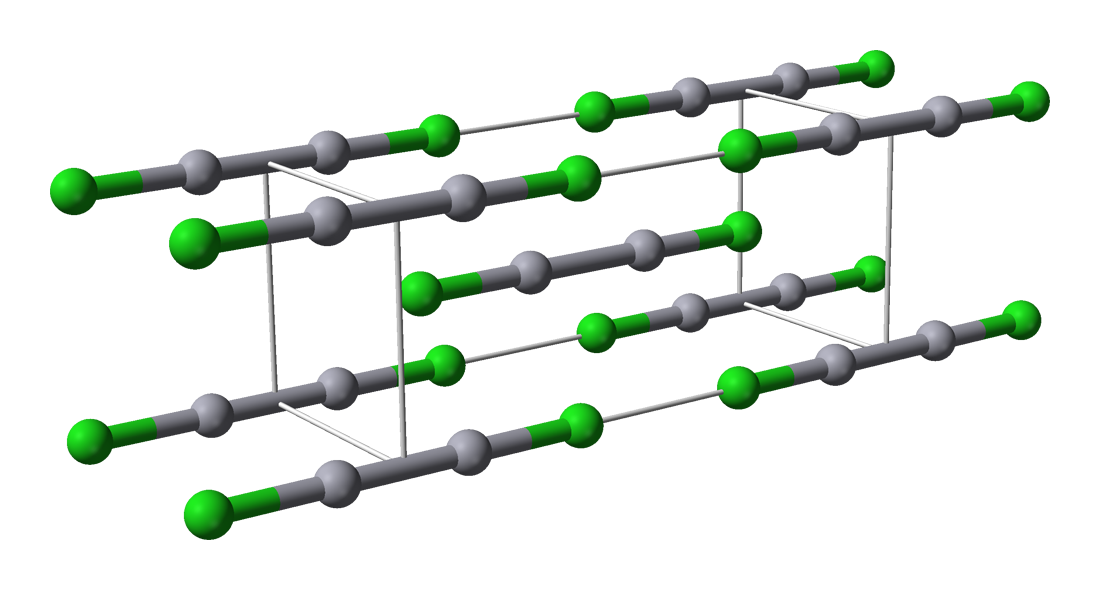
氯化亚汞（Hg_{2}Cl_{2}）的晶胞结构。

2出现在亚汞化合物中，其中汞的形式氧化态为+1。Hg2+
2离子可能是被确认的第一个含金属-金属键的物种。在1898年，Ogg证实了Hg2+
2在溶液中存在。在1900年，Baker发现了HgCl二聚体在气态存在。固态中的Hg2+
2单元最初于1926年通过X射线衍射得到表征；而溶液中的Hg-Hg键在1934年通过拉曼光谱确认。
Hg2+
2在水溶液中稳定，并存在着Hg2+
和元素汞的化学平衡，其中Hg2+
含量在0.6%左右。在加入阴离子形成难溶的二价汞盐时，平衡会被打破，如S2−，这时一价汞会完全地歧化。如果加入的阴离子可以形成难溶的一价汞盐时，元素汞和Hg2+
会重新结合为Hg2+
2，如Hg2Cl2。
含Hg2+
2阳离子的矿物如氯汞矿（eglestonite）。

## 线形三汞或四汞阳离子
含Hg2+
3（Hg(2⁄3)）和Hg2+
4（Hg(1⁄2)）阳离子的化合物已经被合成出来了。这些离子仅已知在固态的化合物中存在，如Hg
3(AlCl
4)
2和Hg
4(AsF
6)
2。其中Hg–Hg键键长为255 pm（Hg2+
3）和255–262 pm（Hg2+
4）。这些成键包含由6s轨道形成的2中心2电子键。

## 环状汞阳离子
三角形Hg4+
3离子通过1989年的矿物黄氯汞矿（terlinguaite）的探查发现，并自此合成了一系列的化合物。该化合物中的成键为三中心二电子键，由汞原子（D3h对称）的键合“a1轨道”与6s轨道重叠形成。

## 链状和层状阳离子
金黄色的化合物Hg2.86(AsF6)由其发现者命名为“alchemists' gold”（意思是炼金术士之金），包含垂直的汞原子链。
具有“金属性”的化合物Hg
3NbF
6和Hg
3TaF
6含有被MF−
6阴离子分离的六边形汞原子层。它们在7 K下是超导体。